# Riglos

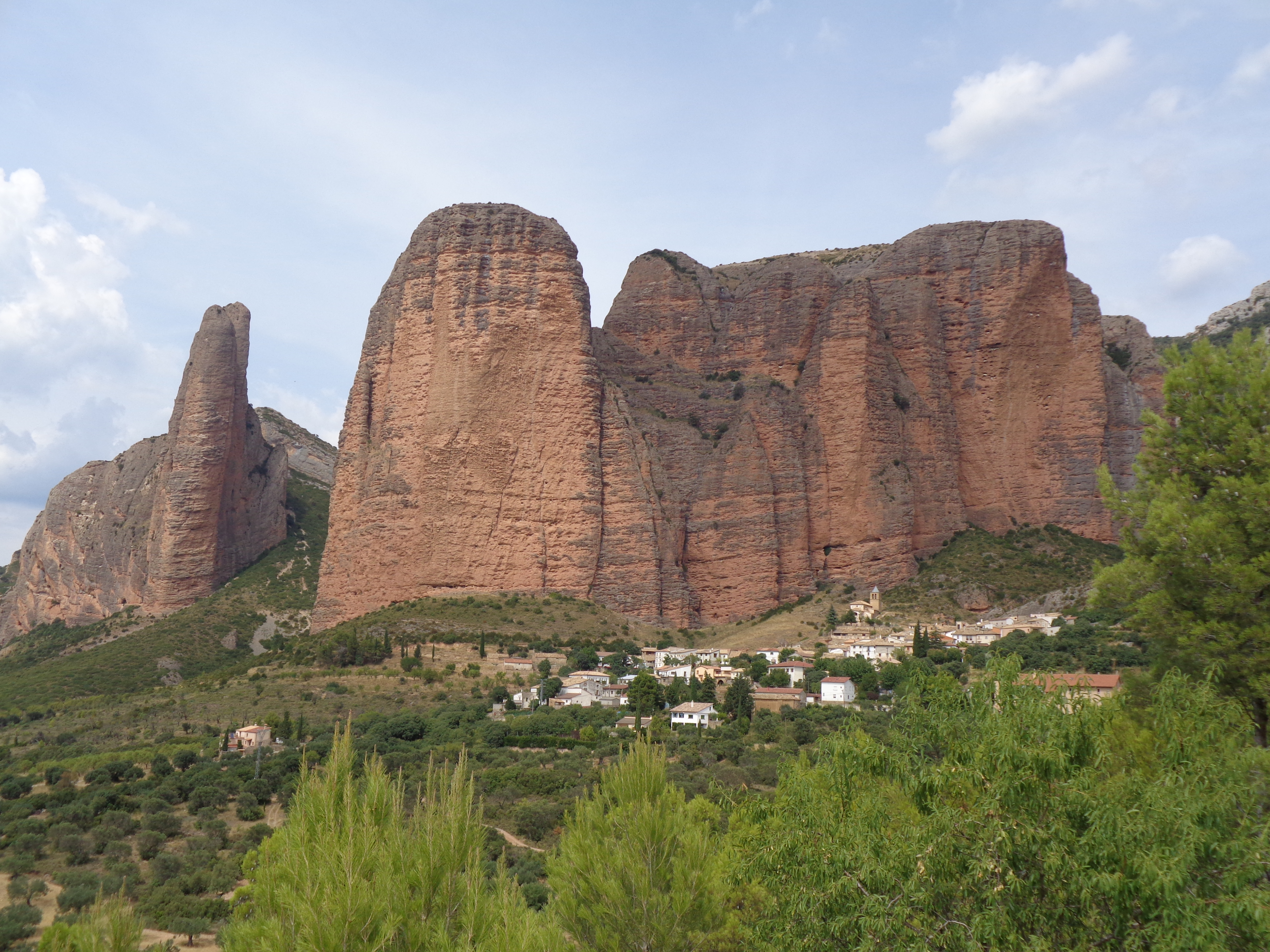
Riglos

Riglos es una localidad perteneciente al municipio de Las Peñas de Riglos, en la comarca de la Hoya de Huesca, situada a 45 km al noroeste de la ciudad de Huesca, en la carretera A-132 entre Ayerbe y Murillo de Gállego. Es un pintoresco caserío que irrumpe en el paisaje sobre la margen izquierda del Gállego bajo unas formaciones geológicas de impresionante tamaño, con paredes de hasta 300 m de alto, denominadas Mallos de Riglos.

## Historia
- De realengo entre 1068 y 1110 por presentar tenentes (UBIETO ARTETA, Los Tenentes, p. 156).
- Este territorio formó parte de la dote que el rey Pedro I de Aragón entregó a su segunda esposa la reina Berta.
- El 30 de abril de 1377 el rey Pedro IV de Aragón ordenó que se entregase a su consejero y mayordomo pedro Jordán de Urriés las primicias concedidas para reparar el castillo de Riglos (SINUÉS, n.º.402).
- 1960 - 1970 se une con Ena, Rasal, Salinas de Jaca, Santa María de la Peña, Triste, y Villalangua para formar el nuevo municipio de Las Peñas de Riglos, con capitalidad en Riglos.

## Geografía humana

### Demografía
| Gráfica de evolución demográfica de Riglos entre 1842 y 1960 |
| |
| Población de derecho según los censos de población del INE Población de hecho según los censos de población del INEEntre el censo de 1970 y el anterior, este municipio desaparece porque se agrupa en el municipio 22173 (Las Peñas de Riglos) |

### Localidad
Datos demográficos de la localidad de Riglos desde 1900:
| 367                   | 413 | 366 | 391 | 318 | 236 | 203 | 130 | 72 | 67 | 69 | 74 | 82 |
| (Fuente: IAEST e INE) |     |     |     |     |     |     |     |    |    |    |    |    |

- Datos referidos a la población de derecho.

### Antiguo municipio
Datos demográficos del municipio de Riglos desde 1842:
| 235           | 351 | 379 | 350 | 380 | 382 | 429 | 511 | 448 | 510 | 384 | 277 | 203 | -- |
| (Fuente: INE) |     |     |     |     |     |     |     |     |     |     |     |     |    |

- Entre el censo de 1970 y el anterior, este municipio desaparece porque se agrupa en el municipio de Las Peñas de Riglos.
- Datos referidos a la población de derecho, excepto en los censos de 1857 y 1860 que se refieren a la población de hecho.

## Monumentos y lugares de interés
- Iglesia románica de San Martín, construida en el siglo XI y que cumplió en el pasado como capilla del desaparecido monasterio de San Martín. La iglesia es de nave rectangular con ábside semicircular decorado con varios canecillos y modillones, algunos bastante desfigurados.
- Iglesia parroquial de Ntra. Sra. del Mallo. Se trata de un templo de tres naves y cabecera recta. Fue construida en mampostería y sillares para sus esquinas, mientras que la torre fue levantada en sillería. La portada de arco de medio punto, se halla protegida por un pórtico cuadrangular.  En su interior, se guardan dos tallas románicas: la Virgen del Mallo y otra procedente del despoblado de Carcavilla.
- Los Mallos de Riglos.
- Monolito que Montañeros de Aragón levantó a la memoria de Rabadá y Navarro. Junto a este monolito, otro más pequeño recuerda a los montañeros fallecidos en accidente de escalada en los mallos cuyas placas fueron retiradas de las vías de escalada donde se accidentaron. En su mayoría son del club Montañeros de Aragón y del club S.M.Jesús Obrero dado que hasta ese momento eran los únicos fallecidos.
- Centro de interpretación de las Rapaces Arcaz.